# 帝国主義論

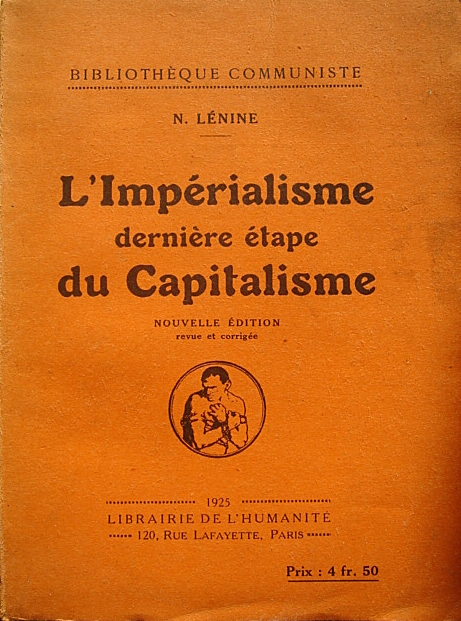
フランス語版（1925年）の表紙

『帝国主義論』（ていこくしゅぎろん）は、ロシアの革命家ウラジーミル・レーニンの著作。1916年にチューリヒで執筆され、1917年に初版が刊行された。正式名称は『資本主義の最高の段階としての帝国主義（平易な概説）』（ロシア語: Империализм, как высшая стадия капитализма (популярный очерк)）。

## 構成
1. 生産の集積と独占体（Концентрация производства и монополии）
2. 銀行とその新しい役割（Банки и их новая роль）
3. 金融資本と金融寡頭制（Финансовый капитал и финансовая олигархия）
4. 資本の輸出（Вывоз капитала）
5. 資本家のあいだでの世界の分割（Раздел мира между союзами капиталистов）
6. 列強のあいだでの世界の分割（Раздел мира между великими державами）
7. 資本主義の特殊な段階としての帝国主義（Империализм, как особая стадия капитализма）
8. 資本主義の寄生性と腐朽（Паразитизм и загнивание капитализма）
9. 帝国主義の批判（Критика империализма）
10. 帝国主義の歴史的地位（Историческое место империализма）

## 概略
本書におけるレーニンの主張の概略は次の通りである。
自由競争段階にあった資本主義において生産の集積がおこり、独占体が生まれる。同時に資金の融通や両替など「ひかえめな仲介者」であった銀行は、銀行自体も独占体となり、資金融通などや簿記を通じて産業を支配するようになる。銀行独占体と産業独占体が融合・癒着した金融資本が成立する。金融資本は経済だけでなく政治や社会の隅々を支配する金融寡頭制を敷く。巨大な生産力を獲得した独占体に対し、国内大衆は貧困な状態に置かれたままになり「過剰な資本」は国外へ輸出される。この資本輸出先を巡り資本家団体の間での世界の分割が行われる。やがてこれは世界の隅々を列強が分割し尽くすことになり、世界に無主地はなくなる。資本主義の発展は各国ごとに不均等であり、新興の独占資本主義国が旧来の独占資本主義国の利権を打ち破るために再分割の闘争を行う。したがって、再分割をめぐる帝国主義戦争は必然である。
ゆえに、帝国主義戦争を不可避でないとする潮流は誤りだ。自国の帝国主義戦争を支持しようとさせる労働運動・社会主義運動の潮流は、資本輸出によってもたらされた超過利潤によって買収された労働貴族が担っており、労働者階級の利益を裏切っている。
帝国主義に発展した資本主義の基礎は独占であり、この段階では生産の社会化は極限まで達しており、資本主義は実体的な富の生産による搾取という本来的な経済のあり方を失い、金融詐術や独占の利得によって利潤をあげる、寄生し腐朽した資本主義になり、次の社会主義にとって代わられざるをえない。

## 背景
『帝国主義論』が書かれる直前の1914年に第一次世界大戦が勃発。1912年に第二インターナショナルに集っていた社会主義者たちは、戦争に反対していく決議（バーゼル宣言）をしていたにもかかわらず、第一次世界大戦がはじまると、その主流派は自国の戦争を支持する「祖国擁護」の態度をとり、第二インターナショナルは事実上崩壊してしまう。
ドイツ社会民主党の指導者で、当時マルクス主義理論の泰斗といわれたカール・カウツキーは、「祖国擁護」をとなえた戦争支持派と、レーニンらの戦争反対派の中間である「中間派」に位置し、両者の融合に努めようとした。また理論的には、帝国主義列強が共同で世界を搾取する超帝国主義の出現の可能性について言及し、帝国主義は列強がとる「政策」の一つであるとして、必ずしも不可避なものでないとした。
レーニンは、この「祖国擁護」をかかげた戦争賛成派の議論とともに、カウツキーの議論を反論する必要性を痛感し、帝国主義戦争は列強の「政策」の一つなどではなく、資本主義の最高段階における必然の現象で、絶対に不可避であるという主張を本書で展開した。また、こうした戦争支持派がなぜ労働運動や社会主義運動のなかに生まれるのかという解明の必要性にも迫られ、そこで上述の「超過利潤による労働貴族の培養」という概念に達した。

## 研究
本書の序文のなかでレーニンは「本書の基本的な課題は、すべての国の議論の余地のないブルジョア統計の総括的資料と、またブルジョア学者たちの告白にもとづいて、国際的な相互関係における世界資本主義経済の概観図が、20世紀のはじめに、すなわち最初の全世界的な帝国主義戦争の前夜に、どのようなものであったかを示すことであった」とのべ、この本が単なる直近の第一次世界大戦の説明のみならず、「国際的な相互関係における世界資本主義経済の概観図」を示すものになったことをのべて、「この客観的状態を描くためには、いくつかの例や個々の統計資料でなく（社会生活の現象の巨大な複雑さのもとでは、あらゆる命題を証明する実例と個々の資料を好きな量だけいつでも探しだすことができる──原注）、ぜひともすべての交戦列強と全世界の経済生活の基礎に関する資料の総体をとりあげなければならない」と述べ、当時の資本主義経済全体を概観する研究となった。
第7章において、帝国主義の特徴として五つの指標を挙げた。1つ目は①生産と資本の集積が独占（体）をうみだすほどになっていること、2つ目は銀行資本と産業資本の融合により金融資本と金融寡頭制が成立していること、3つ目は商品の輸出にかわって資本輸出が重要な意義を得ていること、4つ目は世界を分割する資本家の国際的独占体が形成され、世界の経済的分割が形成されつつあること、5つ目は資本主義列強による地球の領土的分割が完了していること。この五つの指標の状態が生み出されている資本主義の発展の最高段階こそが帝国主義であると述べている。
このため、レーニンは148冊の単行本、232の論文・統計資料を踏まえた。特にレーニンが参照したのは、フェビアン社会主義者で『帝国主義論』を著わしたジョン・アトキンソン・ホブソン、第二インターナショナルの中央派で『金融資本論』を著わしたルドルフ・ヒルファーディング、そしてロシアの革命家のニコライ・ブハーリンであった。これらに対するレーニンの研究は『帝国主義論ノート』として出版されている。

## この論文を読む際に注意すべき点
初版の序文にあるように、初版ではロシア官憲の検閲を考慮して「『奴隷』の言葉で語らざるをえなかった」（レーニン）ため、問題を経済問題に限らざるをえなかったとしている。また、カウツキーびいきだった出版社が、レーニンの原稿にあったカウツキー批判を勝手に削除するなどしたために、初版には大きな問題が残った（初版と第5版のあいだには240カ所にのぼる違いがある）。